# Porcelanowa Wieża w Nankinie

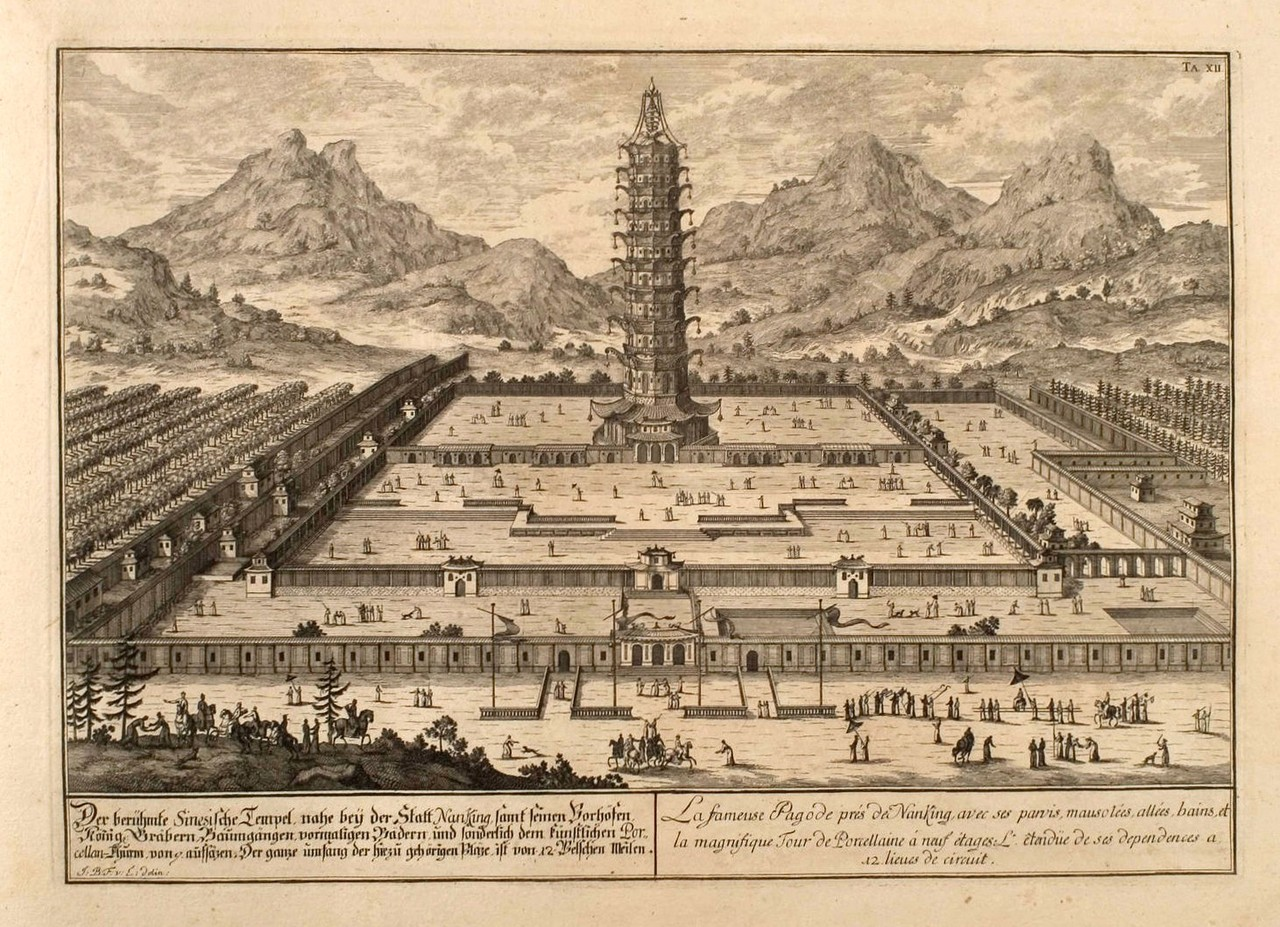
Porcelanowa Wieża

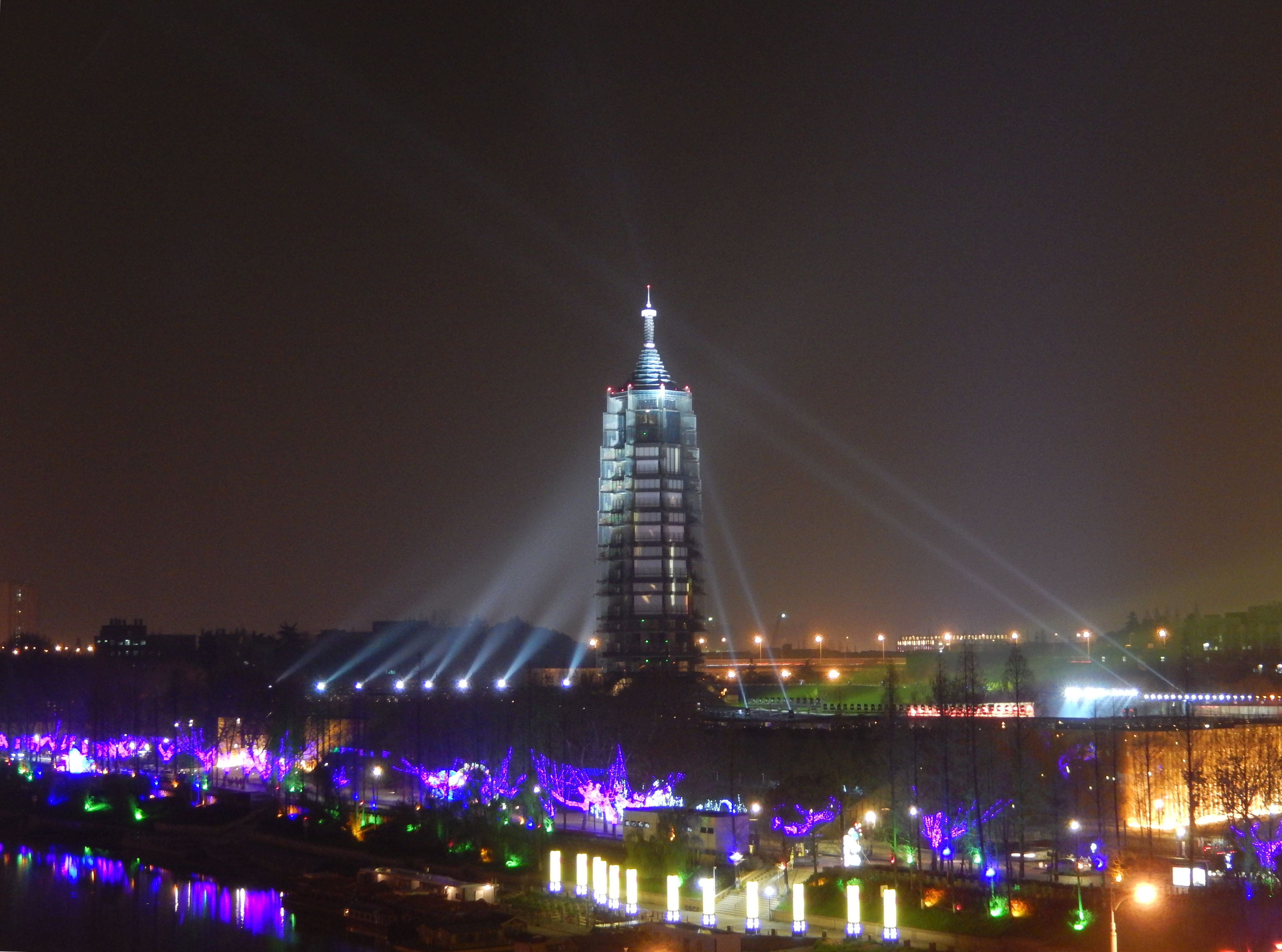
Zrekonstruowana Porcelanowa Wieża

Porcelanowa Wieża (Porcelanowa Pagoda, chiń.: 南京陶塔; pinyin: Nánjīng Táotǎ) – budynek w Nankinie, w prowincji Jiangsu w Chinach.  Powstała w XV w. wieża pełniła funkcję buddyjskiej pagody. Zniszczona w XIX w. Odbudowana w 2015.
Wieżę wzniesiono na planie ośmiokąta foremnego, a jej szerokość wynosiła ok. 29,5 m. Składała się z dziewięciu kondygnacji i wznosiła się na wysokość 79 m. Na szczyt prowadziły spiralne schody. Na każdej kondygnacji była galeria czy też krużganek, z których podziwiać można było krajobraz. Każdą z galerii zaopatrzono również w rzędy kunsztownych okien. Nad każdym z krużganków znajdował się dach z wieloma spiczastymi rogami, na których zawieszone były lampy (w sumie 140). Całą budowlę pokryto białymi kaflami porcelanowymi. Istniały plany rozbudowy wieży do 13 kondygnacji i podwyższenia jej do ponad 100 m.

## Historia
Wieżę zbudowano w XV w. (prawdopodobnie ok. 1412 roku) z polecenia cesarza Yongle. W 1801 roku uderzył w nią piorun, powodując zniszczenie trzech górnych kondygnacji, które zostały jednak wkrótce odbudowane. W latach 50. XIX w., w okresie powstania tajpingów dokonano spustoszenia okolic wokół wieży. Zniszczono także buddyjskie obrazy i schody wewnątrz budynku. W 1856 roku zniszczono ją całkowicie. W 2010 roku biznesmen Wang Jianlin przekazał miliard juanów na odbudowę wieży, co było największą w historii Chin darowizną przekazaną przez jedną osobę. W grudniu 2015 roku nastąpiło otwarcie nowoczesnej, metalowej repliki wieży wraz z otaczającym ją parkiem.

## Obecność w kulturze
Wieża pojawiła się w baśni Hansa Christiana Andersena Rajski ogród z 1839 roku.